# Tamara de Geòrgia
Tamara (georgià: თამარი) fou reina de Geòrgia del 1178 al 1213, el primers sis anys com associada del seu pare Jordi III. El seu regnat va ser una època d'esplendor tant territorial (els seus dominis s'estenien pel Caucas, des de la mar Negra i quasi a la mar Càspia) com cultural per a Geòrgia.

## Regnat
Només ser proclamada el 1184 i coronada per Antoni Saghirisdze, arquebisbe de Kutaisi els grans nobles van començar a discutir el dret de la reina, a la que només van acceptar si era coronada "per decisió de la noblesa i no per la gràcia de Déu" com abans. Després van començar a exigir el retorn dels seus privilegis i la reina va haver d'accedir. El catolicós Miquel, representant de la família aznauri de la gran noblesa dels Mirianisdze va esdevenir cap del govern (mtsignobarthukhutsessi-tchokondidéli). El cap de l'administració econòmica (metchurtlethukhutsessi) Kutlug Arslan exigí a la reina la renúncia al dret de gràcia, de renunciar a nomenar i destituir alts càrrecs i de renunciar a fer lleis; drets que havien de passar a una institució anomenada Karavi (tenda) on s'asseurien les autoritats legislatives, judicials i executives, és a dir una mena de Parlaments. La reina va fer detenir a Kutlug Arslan però el seu moviment tenia molt de suport i milers de persones van marxar cap al palau reial. La reina va enviar dues dames a negociar; Kravai Djakeli i Khvachak Tsokali que van aconseguir apaivagar la revolta. Finalment Kutlug Arslan va ser alliberat i els seus partidaris renunciaven a revoltar-se; les peticions de Kutlug serien estudiades i un representant dels ciutadans entraria al consell reial o Darbazni (el designat fou l'emir dels ciutadans de Tblisi Abul Hassan)
Tamara es va casar amb el príncep Iuri Andréievitx, fill del gran duc Andreu Bogoliubski, deposat del Principat de Vladímir-Súzdal pel seu oncle Vsèvolod III de Vladímir el Gran Niu, i s'havia refugiat amb els Kipchaks al nord del Caucas, Iuri va  fer  campanyes militars reeixides al nord d'Armènia, a Shirvan i a Erzurum però el nou rei consort era un viciós sexual i després d'haver rebut el consentiment per al divorci dels jerarques de l'església, al cap de dos anys i mig el matrimoni es va anul·lar i va ser enviat a l'Imperi Romà d'Orient amb una gran compensació.
El segon matrimoni es va concertar amb David Soslan, príncep dels ossets del regne d'Alània (fill d'Otto, net del príncep Jadaros) i d'una princesa dels Bagrationi i es va portar a terme el 1189. Els nobles van aprofitar per revoltar-se i van cridar a Iuri Andréievitx al que van coronar al palau de Geguti en 1191 però fou derrotat en la batalla de Nigala per David Soslan. El 1193, va tornar a intentar recuperar el poder, però encara va tenir menys èxit i va deixar Geòrgia per sempre, i no se sap res del seu destí posterior. Els nobles rebels van ser expropiats.
El 1191 va néixer el primer fill de la reina, tenint a la seua filla Russudan un any després, el primogènit va ser anomenat Jordi Lacha. Com a celebració es va fer una expedició a Bardavi. Els petits emirs i atabegs veïns de Geòrgia van esser tots sotmesos a vassallatge de la reina. Llavors l'atabeg ildegízida de l'Azerbaidjan Nusrat al-Din Abu Bakr va demanar unir forces contra Geòrgia, i els petits estats se li van unir. L'exèrcit reunit va entrar a Xirvan, on el Xirvanxah Agsartan, es va mantenir lleial a Tamara i li va demanar ajuda. La reina va enviar al seu marit David al Xirvan amb un exèrcit i la batalla es va produir l'1 de juny de 1195 prop de Shamkor, en què els georgians van obtenir una victòria total. Nusrat al-Din Abu Bakr va fugir i deu mil presoners van quedar en mans de David. Shamkor i Gandja es van sotmetre als vencedors.

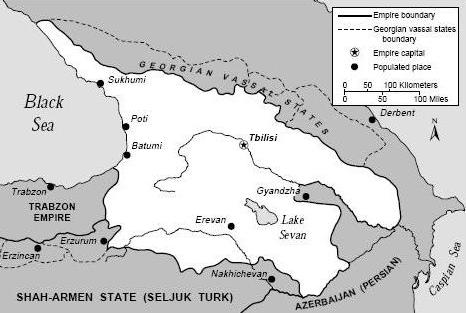
El regne de Tamara cap al 1200.

El 1199 la dinastia xaddàdida va ser abolida i Aní incorporada a Geòrgia. El 1201 va ser ocupada Birdjnissi i annexionada, i cap al sud-oest el territoris d'Ochki, Kahkhuli i Bana van esser igualment annexats. Tot això inquietava als caps dels estats veïns i el soldà de Rum o Konya (Iconi) Rukn al-Din Sulaymanshah II va assumir el comandament d'una nova expedició per la qual va buscar aliats. Es va reunir un exèrcit de 400.000 homes que va entrar a territori georgià i va acampar a la província de Bassèn i va enviar un missatger per demanar la submissió de la reina. El missatger va ser colpejat i reenviat amb els seus. Al seu darrere va sortir l'exèrcit georgià amb la reina al front fins a Vadzia. Quan Rukn al-Din Sulaymanshah II va veure l'exèrcit enemic va quedar sorprès perquè no l'esperava tan aviat i no havia pres cap mesura. David Soslan, el cap de l'administració militar Zakaria Mkhargrdzéli, i Chalva i Joan Akhaltsikhéli, els caps georgians, van aprofitar el moment i es van llençar contra els invasors obtenint una victòria total en la batalla de Bassèn el 27 de juliol del 1202. El soldà d'Erzindjan i l'emir d'Erzerum es van sotmetre a Geòrgia, si més no nominalment, i el 1203 fou conquerida Dvin que també fou incorporada a Geòrgia.
El 1203 Constantinoble fou assetjada pels llatins de la Quarta Croada, que el 1204 l'ocuparen i saquejaren, llavors la reina va ordenar conquerir la costa nord del Mar Negre, on vivien tribus de llinatge georgià, i els seus soldats van ocupar Trebisonda, Límnia (una fortalesa propera a Trebisonda), Samsun, Sinope, Kerasunt, Koptiara (fortalesa entre Kerasunt i Heraclea) i Heraclea, Aquest territori els georgians l'anomenaven Txanètia (per al poble georgià dels tsan) o el Lazistan (per als lazes). Sota recomanació dels seus consellers va establir allí l'imperi de Trebisonda col·locant al tron al seu parent Aleix Comnè, hereu legítim de l'Imperi Romà d'Orient.
El 1207 va morir el príncep consort David Soslan i el seu fill Jordi IV de Geòrgia va rebre les funcions reials associat a la mare.
L'emir d'Ardabil, vassall de l'ildegízida Nusrat al-Din Abu Bakr va saquejar Ani el 1209 deixant 12.000 cristians morts, i com a represàlia l'exèrcit georgià envaí Pèrsia saquejant Julfa, Marand, Tabriz, Meyaneh, Zanjan, Qazvin, arribant fins a Gorgan abans de tornar a Tbilissi. L'atabeg de Gandja i el soldà d'Akhlat entre d'altres, es declaraven en aquest temps vassalls de Tamara i el 1209 l'emirat de Kars, des on podien fer-se atacs a Geòrgia, va ser ocupada i annexada, i Khoy en 1210.
Va morir suposadament el 18 de gener del 1213. La data de la seva mort varia segons les fonts, entre 1207, 1210 i 1213, essent probablement aquesta última data la més correcta. La va succeir el seu fill i associat Jordi IV Lacha. Durant el seu regnat va ser una bona època per a la prosperitat de les arts i les lletres. És considerada santa i canonitzada per l'Església Ortodoxa de Geòrgia.

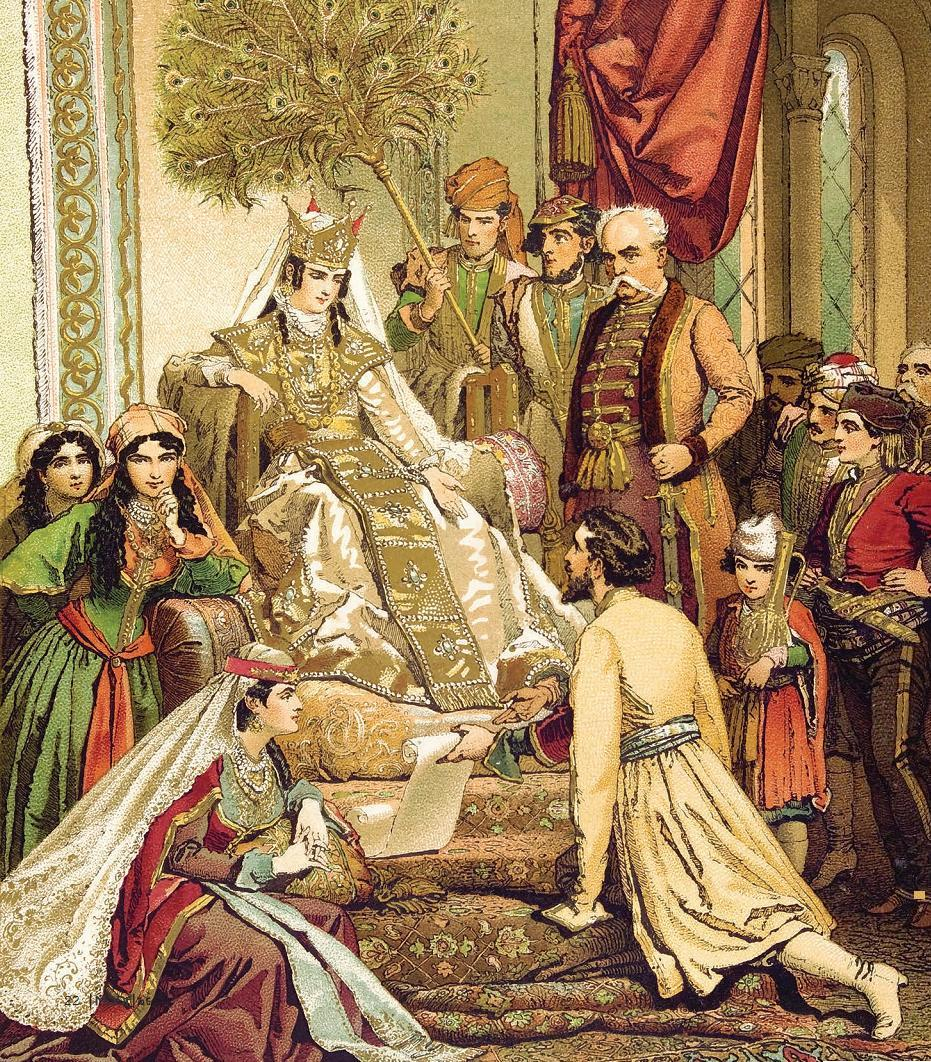
Shota Rustaveli presenta el seu poema a la Reina Tamara, per Mihály Zichy, dècada del 1880.
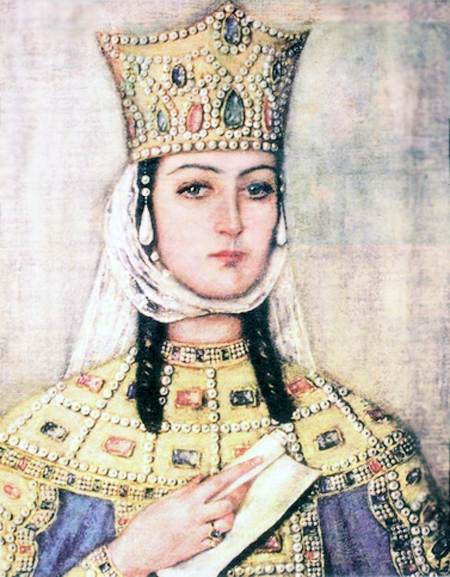
Recreació contemporània de la reina